# مامان صد ساله می‌شود
مامان صد ساله می‌شود (انگلیسی: Mama Turns 100) فیلمی اسپانیایی‌زبان به کارگردانی کارلوس سائورا محصول سال ۱۹۷۹ است.
این فیلم نامزد جایزه اسکار بهترین فیلم خارجی‌زبان در پنجاه و دومین دوره جوایز اسکار شده‌است.

## بازیگران
- جرالدین چاپلین در نقش Ana
- امپارو مونیوس در نقش Natalia
- فرناندو فرنان گومز در نقش Fernando
- نورمن بریسکی در نقش Antonio
- رافائلا آپاریسیو در نقش Mamá
- Charo Soriano در نقش Luchi
- José Vivó در نقش Juan
- آنخلس تورس در نقش Carlota
- الیاس ناندی در نقش Victoria
- ریتا مایدن در نقش Solange
- مونیک سیرون در نقش Anny
- خوزه ماریا پرادا در نقش José (در عنوان‌بندی نیامده)